# بطولة أوروبا تحت 21 سنة لكرة القدم 2006
بطولة أوروبا تحت 21 سنة لكرة القدم 2006 هو الموسم 15 من  بطولة أوروبا تحت 21 سنة لكرة القدم. أقيم خلال الفترة 23 مايو 2006 وحتى 4 يونيو 2006، وأشرف على تنظيمه الاتحاد الأوروبي لكرة القدم، وكان عدد الأندية المشاركة فيه  8، وفاز فيه منتخب هولندا لكرة القدم.